# Samdu
Samdu (nep. सम्दु) – gaun wikas samiti we wschodniej części Nepalu w strefie Kośi w dystrykcie Terhathum. Według nepalskiego spisu powszechnego z 2001 roku liczył on 471 gospodarstw domowych i 2619 mieszkańców (1369 kobiet i 1250 mężczyzn).